# Karachi
Karachi (con grafia inglese) anche scritto Karācī (con grafia indostana, in urdu كراچى‎?) o, con grafia italianizzata, Caraci (in sindhi ڪراچي‎; in bengali করাচি) è la città più popolosa del Pakistan e la capitale della provincia del Sindh, ed è situata lungo la costa orientale del Mar Arabico, nel sud-est del paese: il suo agglomerato urbano di 25 milioni di abitanti ne fanno infatti l'ottava città più popolata al mondo e la più popolosa del mondo islamico. Fulcro del settore industriale e finanziario del paese, ospita industrie tessili, automobilistiche e della seta, e una università frequentata da 80.000 studenti che è una delle più grandi del mondo islamico.
Conosciuta anche come la "città delle luci" (روشنیوں کا شهر) per la vivace vita notturna tra anni sessanta e settanta, è stata al centro di un conflitto etnico-politico negli anni ottanta, a causa dell'arrivo di armi provenienti dalla guerra russo-afghana; negli anni è diventata poi tristemente nota per i suoi alti tassi di criminalità, ma a partire dal 2013, in seguito a un'ampia politica di repressione criminale messa in atto dal governo, il tasso di criminalità è rapidamente sceso: in due anni, gli omicidi sono calati del 75% e i sequestri del 90%, e nel 2022 Karachi si è posizionata 128ª nella lista delle città più pericolose del mondo, mentre nel 2014 occupava il sesto posto.

## Etimologia
Karachi è stata fondata nel 1729 come insediamento di Kolachi. Si dice che il nuovo insediamento sia stato nominato in onore di Mai Kolachi, il cui figlio ha detto di aver ucciso un coccodrillo che mangiava uomini nel villaggio dopo che i suoi fratelli maggiori erano già stati uccisi.

## Geografia fisica
La città è posta sulla costa del Pakistan a nord-ovest del delta dell'Indo e si affaccia sul Mar Arabico. L'area è prevalentemente pianeggiante con sparse catene rocciose e presenta modeste colline e paludi costiere al limite occidentale e orientale dell'area metropolitana. All'interno della città di Karachi ci sono due piccole catene: i Colli di Khasa e le Colline di Mulri.
I fiumi Malir e Lyari scorrono nell'area urbana di Karachi. Il porto è costituito da una baia naturale protetta dal mare aperto dalle isole di Manora e Kemari e dagli scogli di Oyster Rocks.

## Storia
Alcuni ricercatori dell'Università di Karachi, attraverso dei ritrovamenti archeologici, hanno presupposto che i primi abitanti della città fossero stati cacciatori e contadini. Gli antichi Greci conoscevano probabilmente questa città e si presume che qui si fosse accampato Alessandro Magno. Nel 711 Muhammad bin Qasim ha conquistato la Sindh e la Valle dell'Indo.
Nel 1729 fu fondato come villaggio fortificato sotto il nome di Kolachi. Nel 1772 il villaggio di Kolachi-jo-Goth fu scelto per divenire un porto per commerciare con Mascate e l'isola di Bahrein. Negli anni seguenti venne edificato un forte munito di cannoni e con due porte.
Nel 1795 la città passò dal dominio del Khan di Kalat a quello di Sindh. La città crebbe grazie al porto e fu conquistata dagli inglesi il 3 febbraio 1839. Tre anni dopo venne annessa all'India britannica. Il porto prosperò ulteriormente durante il dominio britannico e assunse un carattere architettonico coloniale.
Nel 1876 vi nacque Mohammad Ali Jinnah, il futuro fondatore del Pakistan, che qui è sepolto in un grandioso mausoleo. Negli anni ottanta del XIX secolo la città fu collegata tramite una linea ferroviaria con l'India e nel 1936 divenne la capitale della nuova provincia di Sindh. Alla data dell'indipendenza nel 1947, Karachi, che contava 400.000 abitanti, divenne la capitale del Pakistan; sebbene in seguito la capitale sia stata spostata, nel 1958, a Rawalpindi e nel 1967 ad Islamabad, Karachi è rimasta la capitale economica del Pakistan.

## Monumenti e luoghi d'interesse
- Sala Khaliq Deena

## Società
Karachi è una delle città più grandi al mondo. La popolazione attuale è stimata a 25 milioni di abitanti. Grazie all'immigrazione dalle aree rurali la popolazione aumenta di circa il 5% l'anno. La città ha una popolazione multietnica che parla a maggioranza l'urdu ed è costituita principalmente da muhajir (musulmani di lingua urdu) che emigrarono in Pakistan da varie parti del sub-continente indiano alla data dell'indipendenza e della separazione tra India e Pakistan. Ai rifugiati musulmani provenienti dall'India furono concesse le proprietà degli indù, sikh e di altri gruppi linguistici e religiosi che emigravano in direzione inversa.

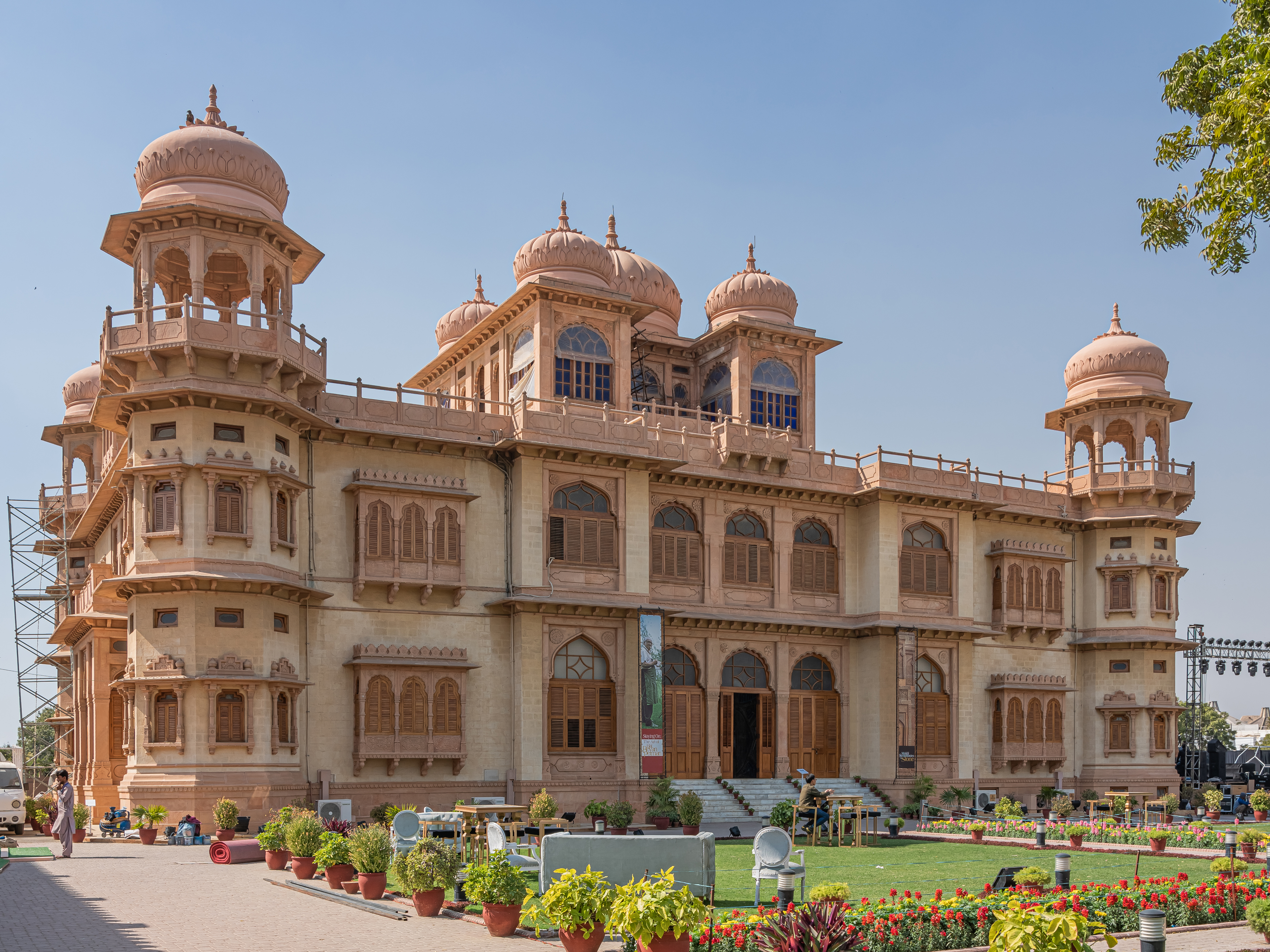
Palazzo Mohatta

Oltre alla popolazione di lingua urdu, Karachi ha significative minoranze sindhi, beluci, punjabi, pashtun, gujarati, kashmiri, seraiki e più di un milione di profughi afgani. Vi sono poi minoranze nell'ordine di centinaia di migliaia di bengalesi, arabi, iraniani, e rifugiati musulmani arakani (provenienti dallo stato di Rakhine in Myanmar), oltre a immigrati africani. Gruppi minori sono costituiti da parsi, in gran parte emigrati in Occidente, e da cristiani di Goa. Molti dei rifugiati vivono in baraccopoli ai margini della città.

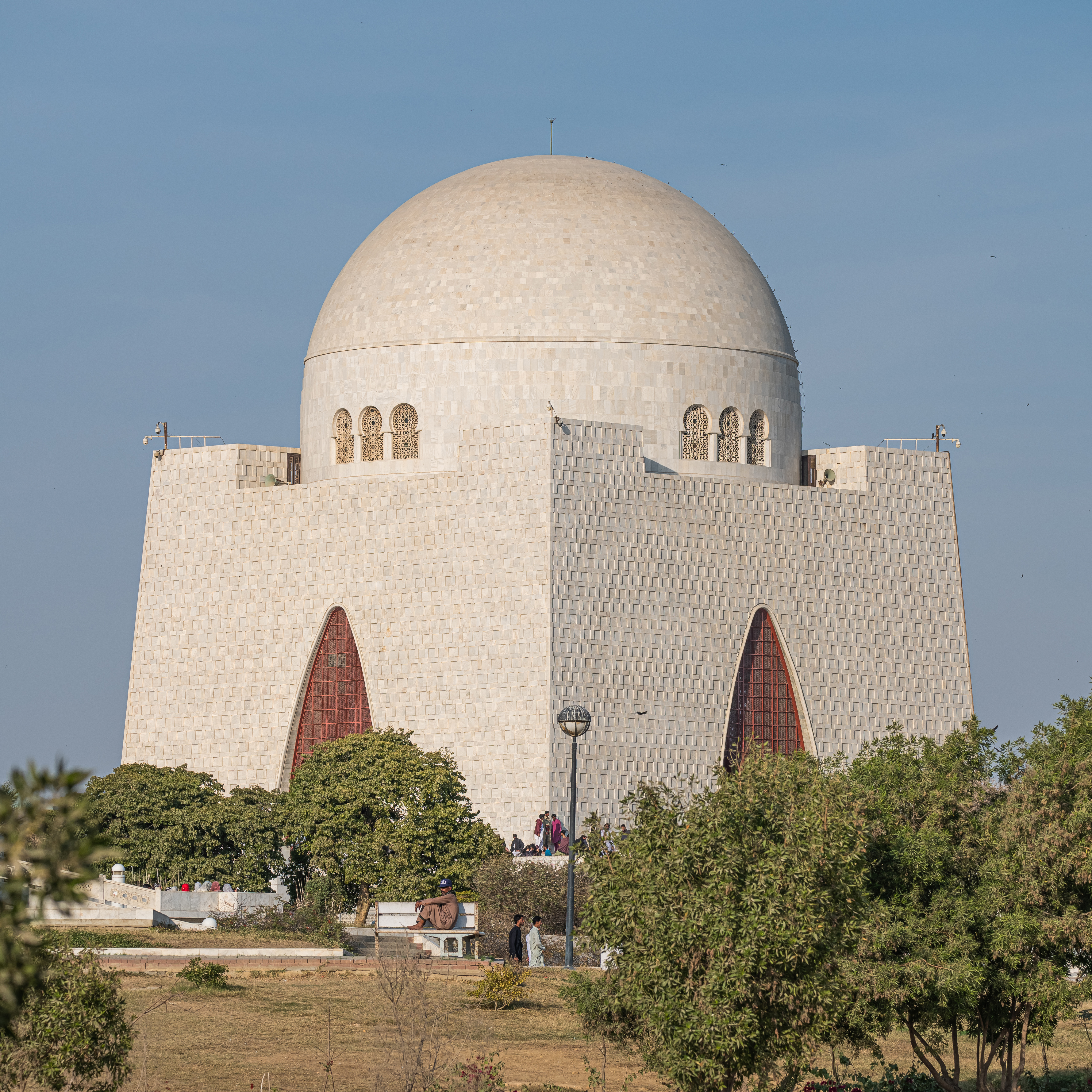
Mazar-e-Quaid, il mausoleo di Muhammad Ali Jinnah

Stando al censimento del 1998 i gruppi linguistici di Karachi sono così ripartiti: urdu 48,52%; punjabi 13,94%; pashtun 11,42%; sindhi 7,22%; beluci 4,34%; seraiki 2,11%; e un 12,4 ripartito tra gujarati, ismailiti (daʾwudi bohra), memon, ghanchi, brahui, makrani, khowar, burushaski, arabi, persiani e bengalesi. Più del 95% della popolazione professa la religione islamica.

### Criminalità
Nel 2002 Karachi è diventata la città pakistana con il più alto tasso di omicidi, in quell'anno sono stati denunciati 555 omicidi. A causa di conflitti etnici e religiosi, sono presenti ancora oggi scontri tra Muhajir, Pashtun e Beluci e tra Sunniti e Sciiti. Karachi è stata anche la base di vari gruppi estremisti alleati ad Al-Qaida e nell'aprile 2003 sono stati arrestati molti terroristi in possesso di 600 kg di esplosivo.
La città ha diversi problemi di corruzione e la burocrazia, vi è un mercato nero per l'acqua potabile che coinvolge diversi funzionari governativi e membri della polizia.
Un esponente del Movimento Nazionale Unito ha detto: «Oggi, Karachi è come Chicago ai tempi di Al Capone».

## Cultura

### Musei
- Museo Nazionale del Pakistan
- Museo dell'Aeronautica militare pachistana
- Museo della Marina pachistana

### Suddivisioni amministrative

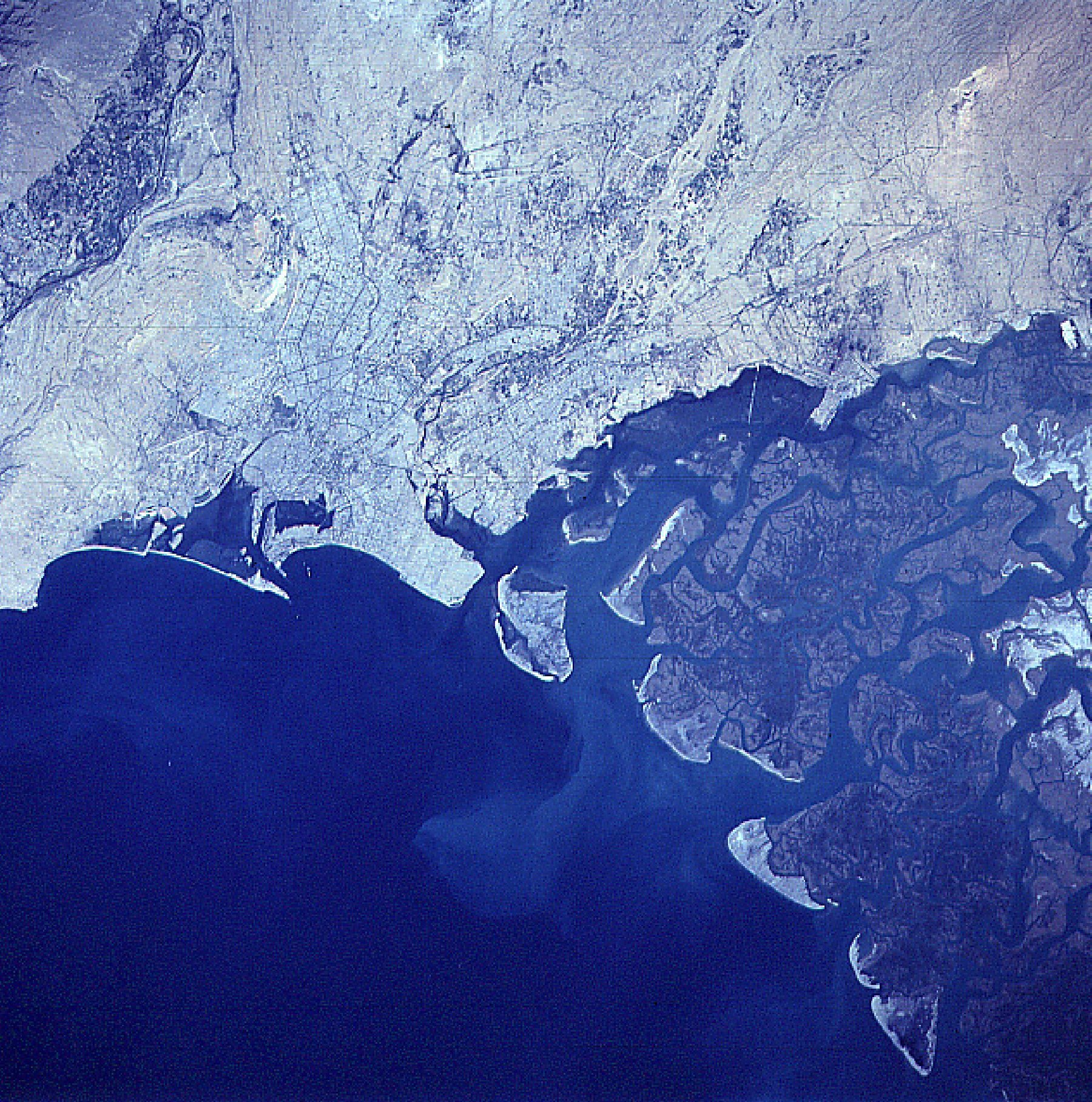
Foto satellitare dell'area metropolitana

## Economia
Karachi è la capitale economica e finanziaria del Pakistan. Molte delle maggiori banche e istituzioni finanziarie del paese hanno sede qui, in particolare nella I.I Chundrigar Road, soprannominata la "Wall Street del Pakistan". La borsa più importante del paese, la Karachi Stock Exchange, ha sede in città accanto alle sedi delle multinazionali estere operanti nel paese. Recentemente le tecnologie dell'informazione e della comunicazione e i call center di società estere hanno avuto un notevole sviluppo.
La città ospita le maggiori stazioni televisive e radiofoniche del paese.
Karachi ha un variegato settore industriale che comprende il settore tessile, farmaceutico, siderurgico e meccanico. Tra le industrie meccaniche presenti a Karachi hanno un ruolo primario la Toyota e la Suzuki, seguite dalla Millat Tractors, dall'Adam Motors e dalla HinoPak Buses and Trucks.
Il costruttore tedesco BMW nel 2007 ha inaugurato il proprio stabilimento che produrrà le vetture Serie 3 e Serie 5.
Accanto al settore industriale tradizionale è diffuso un settore manifatturiero informale, spesso eseguito a domicilio.
Altro settore economico importante è quello portuale incentrato sul porto di Karachi e su quello di Port Qasim.
Il Quaid-e-Azam International Airport è il più grande aeroporto del Pakistan.

## Amministrazione

### Gemellaggi
Karachi è gemellata con le seguenti città:
- Port Louis
- Calcutta
- Shanghai
- Gedda
- Tashkent
- Istanbul
- Beirut
- Dacca
- Smirne
- Houston
- Manama
- Pristina
- Kuala Lumpur

## Nella cultura di massa
Nell'Universo Marvel è la città di origine di Kamala Khan/Ms. Marvel.